# Hallyuwood

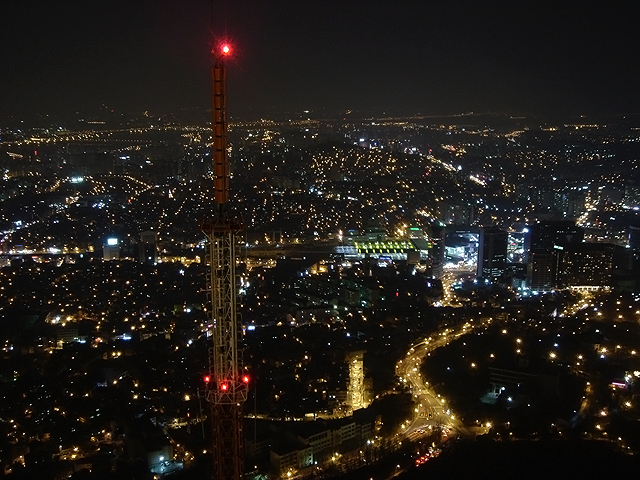
Séoul, cœur de Hallyuwood, l'industrie cinématographique sud-coréenne, peut-être la plus dynamique d'Asie.

Hallyuwood est le surnom donné à l'industrie cinématographique de Corée du Sud. Le terme « hallyu » est utilisé pour désigner le phénomène culturel coréen dans le cinéma, la musique pop et les séries TV, qui touche aujourd'hui tous les pays d'Asie orientale, et même au-delà. L'expression est prononcée pour la première fois en 2010 sur CNN.
Hallyuwood (Corée du Sud), Hollywood (États-Unis), et Bollywood (Inde) sont actuellement considérés comme les trois industries cinématographiques les plus influentes du monde ,. Le terme « Hallyuwood » est maintenant utilisé dans divers articles de presse, journaux,,,, livres,,,, et congrès culturel pour désigner les personnes, lieux et événements liés à la vague coréenne tel qu'une « Allée des célébrités de Hallyuwood » prévue dans le quartier chic de Gangnam à Séoul ou un plat bibimbap baptisé Bibigo : L'espoir de Hallyuwood.
Certains réalisateurs de Hallyuwood, dont les plus notables sont Park Chan-wook, Kim Jee-woon et Bong Joon-ho, ont fait un passage à Hollywood en réalisant chacun un film en anglais : Le Dernier Rempart (2013) avec Arnold Schwarzenegger pour Kim Jee-woon, Stoker (2013) avec Nicole Kidman pour Park Chan-wook, et Le Transperceneige (2013) avec Chris Evans pour Bong Joon-ho.
La chaîne Discovery Channel a diffusé un documentaire intitulé À la recherche de Hallyuwood, avec l'acteur Sean Richard Dulake (en) rencontrant des chanteurs, acteurs, réalisateurs, et producteurs sud-coréens pour comprendre ce qui est particulier dans la musique, les films et les séries TV coréennes, et comment ils ont trouvé le succès chez un public étranger.
À l'exception possible de Bollywood en Inde, l'industrie cinématographique coréenne semble être la plus dynamique d'Asie, grâce au soutien du gouvernement qui s'est révélé crucial dans les années 1990. Cela illustre les relations particulières du gouvernement et du secteur privé avec la production de films coréens.